# Kronan (Luleå)
Kronan est un quartier de Luleå, en Suède.

## Description
Le quartier comprend les sections de Lulsundsberget, Kulturbyn Kronan, Kronanbacken, Kronandalen, Kronanhöjden et Östra Kronan.
Ses quartiers voisins sont Östermalm, Bredviken, Lerbäcken, Skurholmen et Lulsundet.
En 2025, 2 200 personnes vivent à Kronan dans des villas, des maisons mitoyennes et des immeubles d'habitation.
Dans le quartier de Kronan, il existe également diverses entreprises et environ 200 emplois.
En 2030, près de 2 000 nouveaux logements auront été construits et 7 000 habitants de Luleå y vivront. 
Kronan sera un quartier complet avec des immeubles résidenties, des maisons mitoyennes, des villas.

## Histoire
Kronan est installé dans une zone qui était autrefois constituée d'une caserne pour le régiment de défense aérienne de Luleå au sein de la garnison de Luleå. 
En 1992, le régiment s'installe dans la garnison de Boden et en même temps une exploitation de la zone commence à être discutée. 
Dans les locaux de l'ancienne caserne ont été installés, entre autres, le village culturel de Kronan et la distillerie de Kronan.

## Services
Kronan dispose de deux écoles maternelles et d'une école primaire depuis l'automne 2017.
L'école possède également sa propre salle de sport nommée Kronanhallen depuis l'automne 2018.
Kronan possède sa propre maison de retraite à Kronandalen, qui a ouvert ses portes au printemps 2021.

## Transports
Les lignes de bus 6 et 7 desservent le quartier.
La ligne de bus 6 va à l'est de Kronan via Kronandalen et la ligne de bus 7 va à Lulsundsberget.

## Galerie

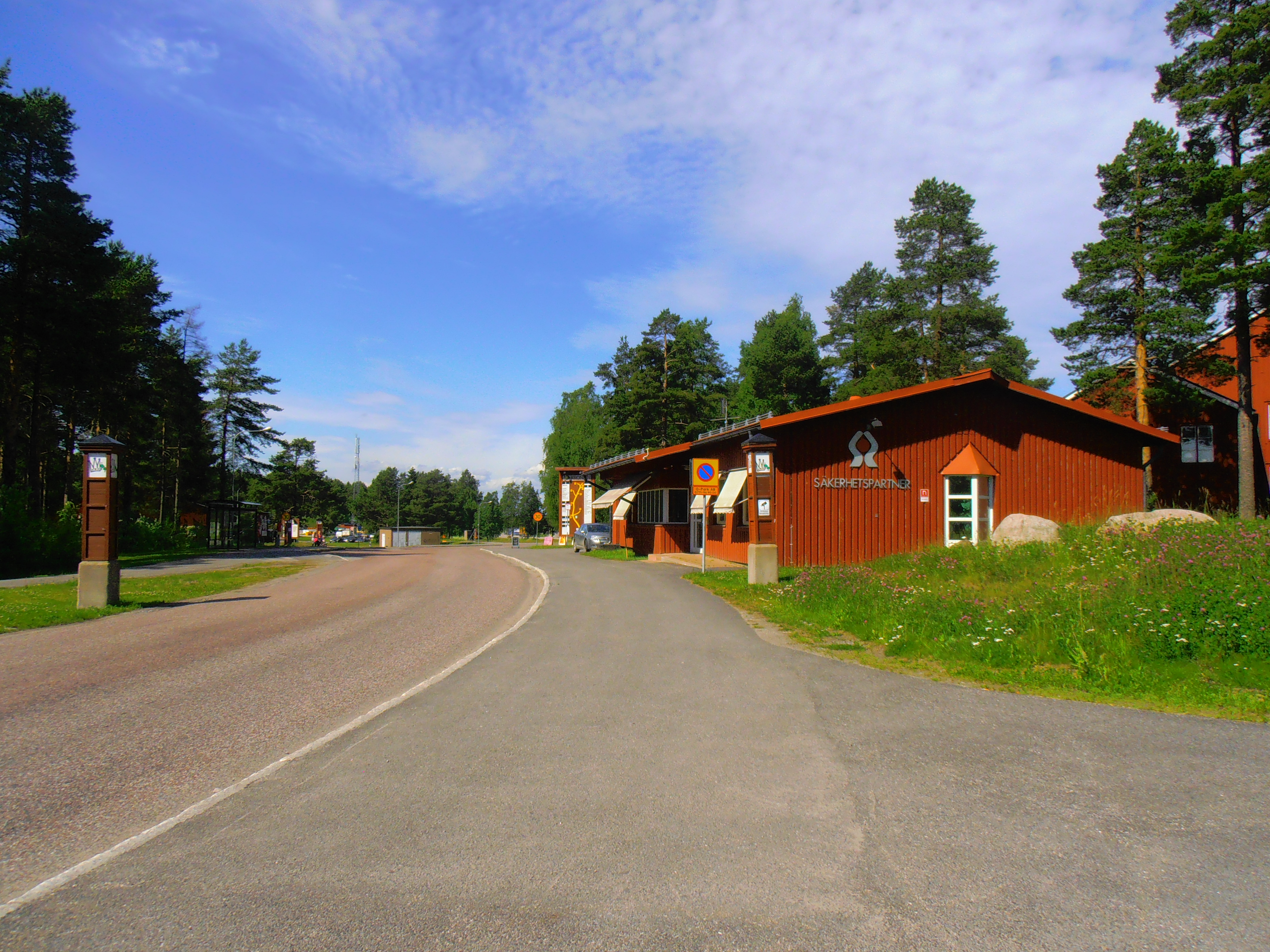
L'ancienne caserne.
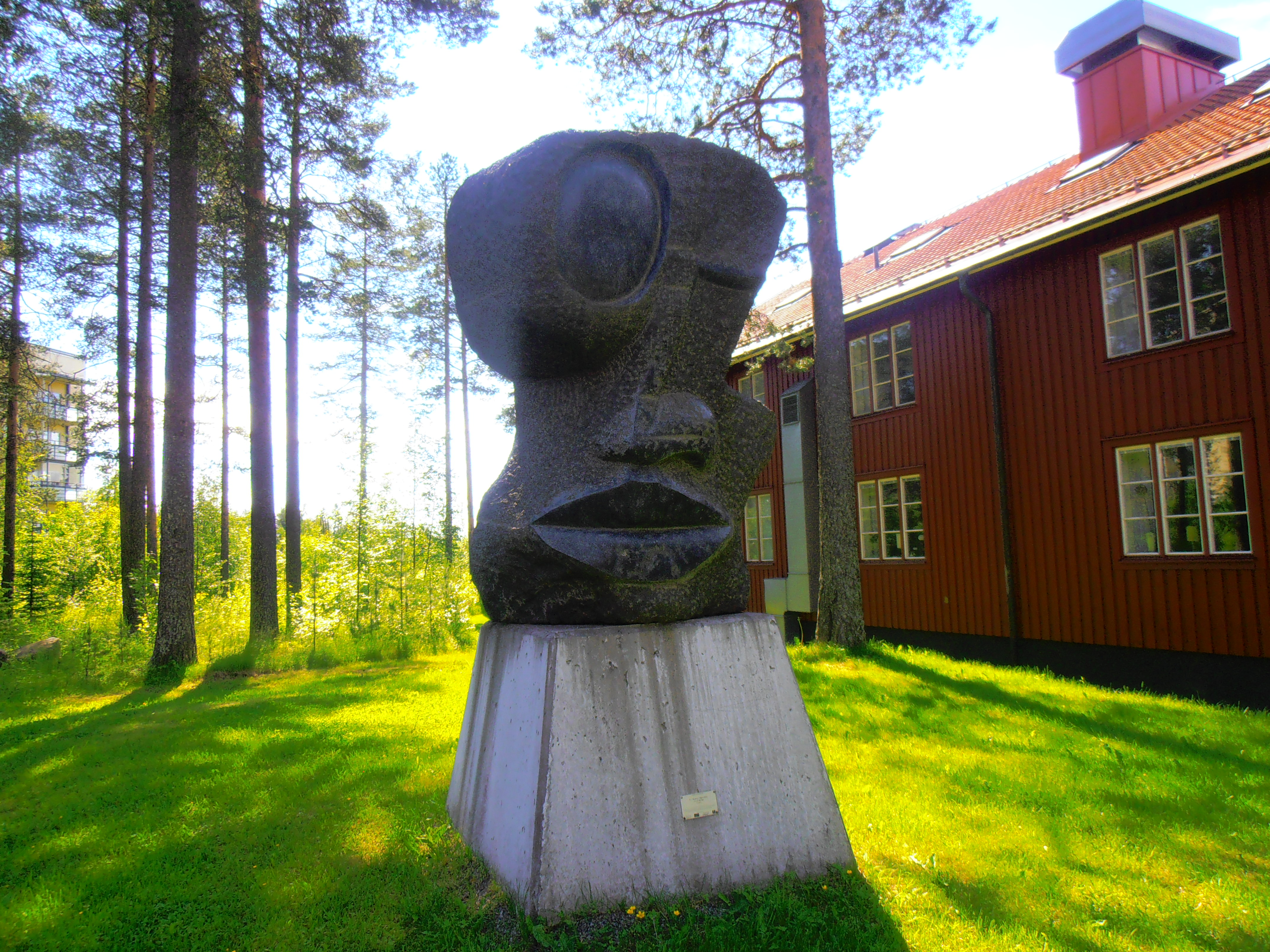
Statue près de l'ancienne caserne.
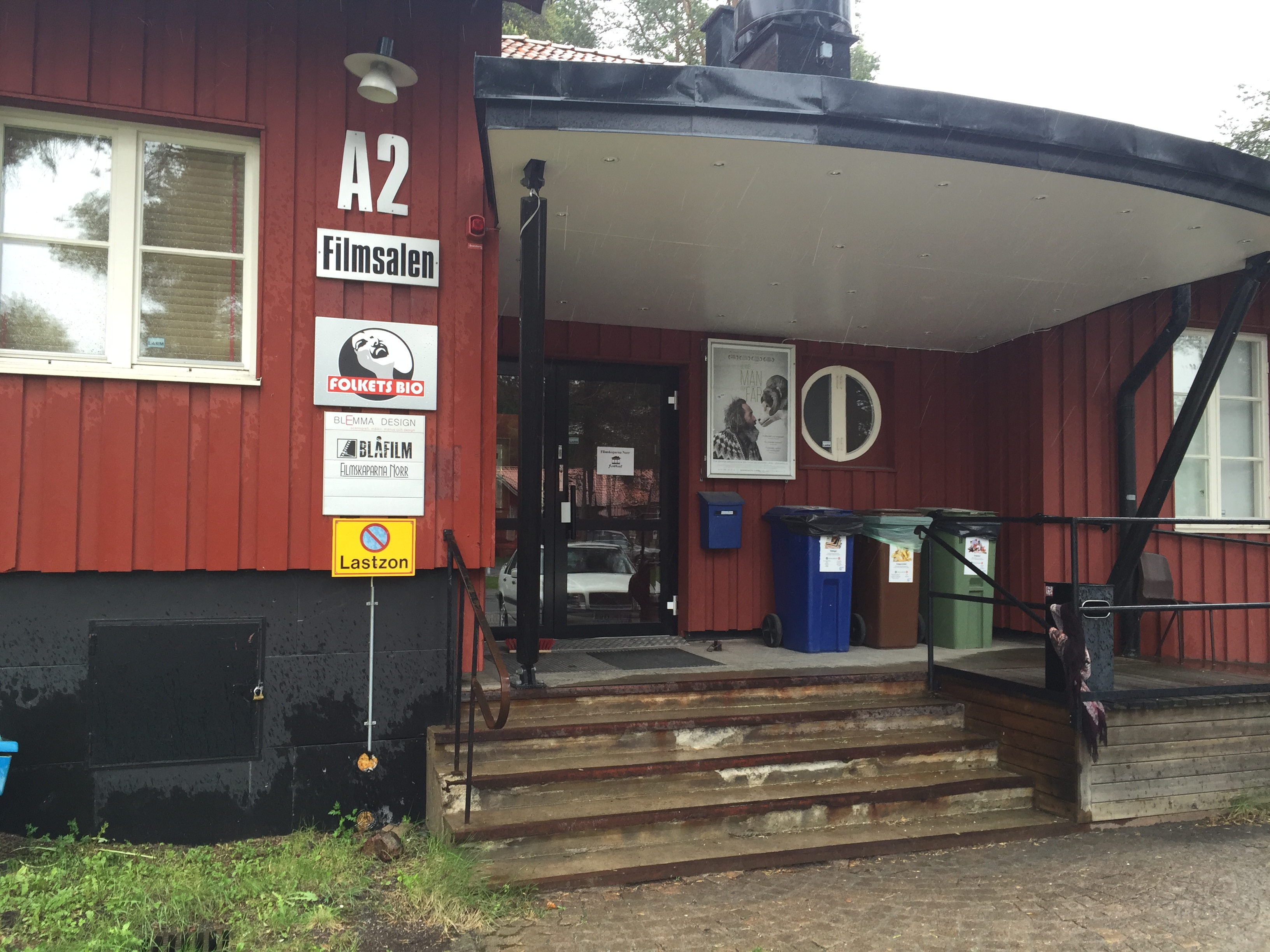
Cinéma Folkets Bio à Kronan.